# Kryscijan Chienkiel
Kryscijan Andrejewicz Chienkiel (błr. Крысціян Андрэевіч Хенкель, ros. Кристиан Андреевич Хенкель – Kristian Andriejewicz Chienkiel; ur. 7 listopada 1995 w Mińsku) – białoruski hokeista, reprezentant Białorusi.

## Kariera
- MHK Junost’ Mińsk (2011-2013)
- Junior Mińsk (2012-2013)
- Junost' Mińsk (2013)
- Lethbridge Hurricanes (2013-2014)
- MHK Junost’ Mińsk (2013-2014)
- Junior Mińsk (2014)
- Junost' Mińsk (2014-2016)
- Dynama Mińsk (2016-2019)
- Ak Bars Kazań (2019-2023)
- Barys Astana (2023-)

Wychowanek Junosti Mińsk. Podjął występy w juniorskim i seniorskim zespole klubu. W KHL Junior Draft w 2012 został wybrany przez Dynama Mińsk (runda 4, numer 118). W tym samym roku w drafcie do kanadyjskich juniorskich rozgrywek CHL był wybrany przez klub Lethbridge Hurricanes. W barwach tej drużyny grał w sezonie 2013/2014 w lidze WHL. Po powrocie do Europy ponownie podjął występy w macierzystym klubie Junosti (w ligach rosyjskich WHL i juniorskiej MHL oraz w białoruskiej ekstralidze). Od czerwca 2016 zawodnik Dynama Mińsk. W maju 2019 został zawodnikiem Ak Barsu Kazań. Pod koniec listopada 2023 został przetransferowany do kazachskiego Barysu Astana w toku wymiany za Amerykanina Rileya Barbera,
Występował w kadrach juniorskich kraju na turniejach mistrzostw świata do lat 18 edycji 2012 (Dywizja I), mistrzostw świata do lat 20 edycji 2014, 2015 (Dywizja IA; w 2015 był kapitanem reprezentacji). Podjął występy w kadrze seniorskiej Białorusi. Uczestniczył w turniejach seniorskich mistrzostw świata edycji 2016, 2017, 2018 (Elita), 2019 (I Dywizja), 2021 (Elita).

## Sukcesy
Reprezentacyjne
- Awans do MŚ Dywizji IA do lat 18: 2012
- Awans do MŚ Elity do lat 20: 2015
- Awans do MŚ Elity: 2019

Klubowe
- Srebrny medal mistrzostw Białorusi: 2015 z Junostią Mińsk
- Srebrny medal mistrzostw Rosji: 2020 z Ak Barsem Kazań
- Puchar Otwarcia: 2020 z Ak Barsem Kazań
- Brązowy medal mistrzostw Rosji: 2021 z Ak Barsem Kazań

Wyróżnienia
- Ekstraliga białoruska w hokeju na lodzie (2014/2015): najlepszy młody zawodnik sezonu[10]
- Ekstraliga białoruska w hokeju na lodzie (2015/2016): najlepszy obrońca sezonu[11]